# Villa Vollmer

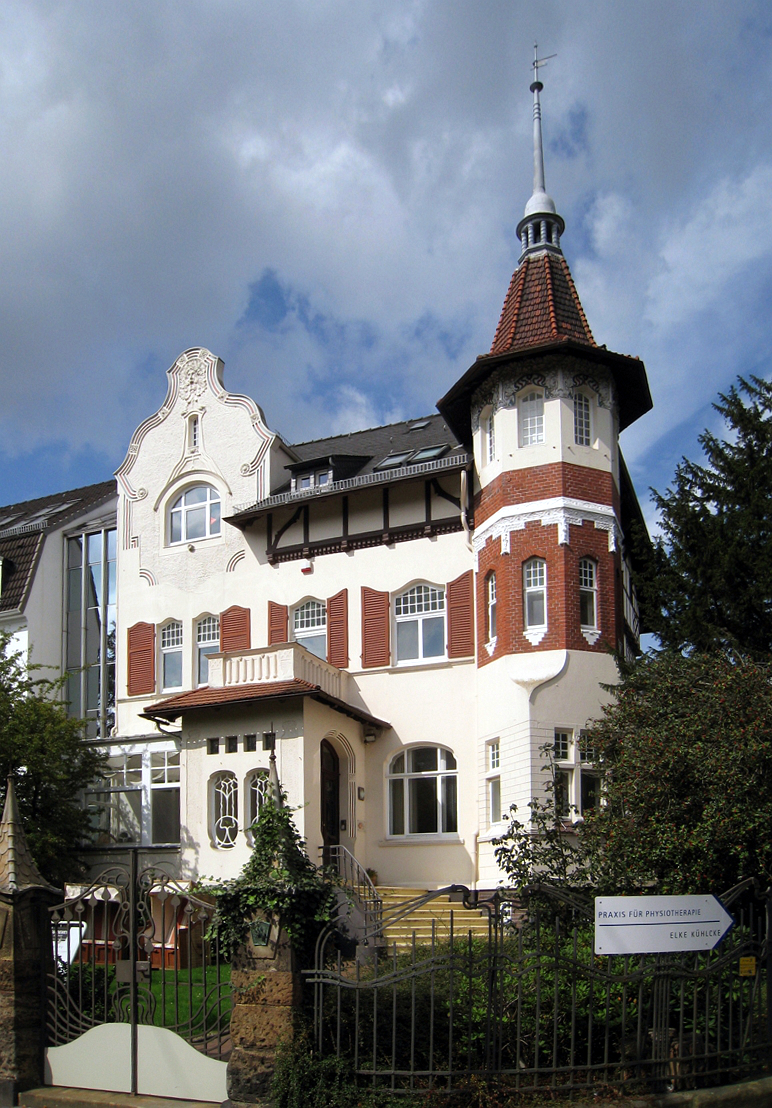
Villa Vollmer (2011)

Die Villa Vollmer in Bremen, Ortsteil Schwachhausen, Schwachhauser Heerstraße 90, ist eine Jugendstil-Villa.
Das Gebäude wurde 1976 als Bremer Kulturdenkmal unter Denkmalschutz gestellt.

## Geschichte

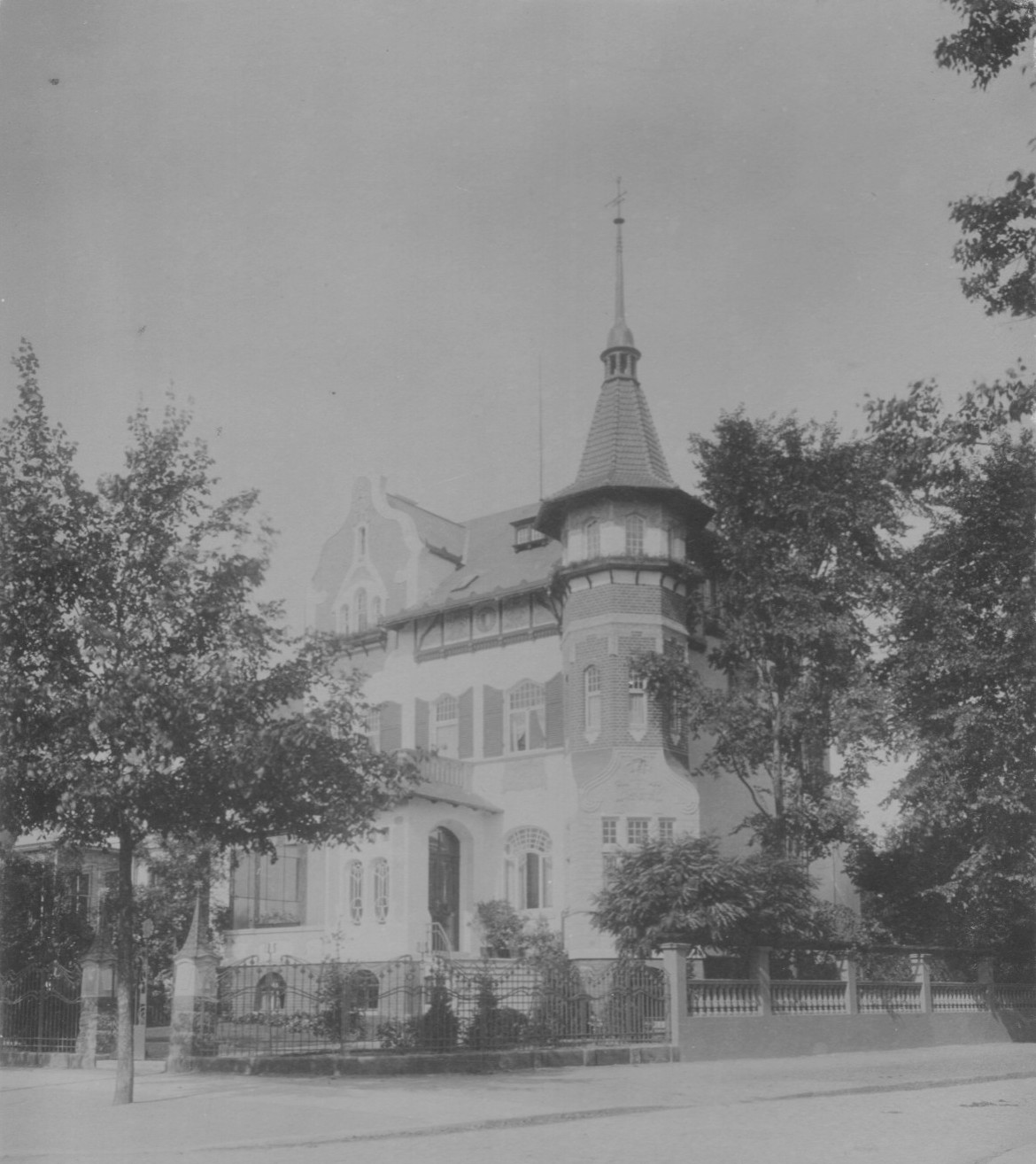
Villa Vollmer, um 1910

Die zweigeschossige, verputzte Villa mit Satteldach entstand als Wohnhaus von 1900 bis 1901 nach Plänen des Bauunternehmers Carl Vollmer für den eigenen Bedarf.
Das Wohnhaus ist eines der wenigen erhaltenen Gebäude in Bremen, die durchgängig in den Formen des Jugendstils gestaltet wurden. Die bemerkenswerte Grundstückseinfriedung ist ebenfalls noch gut erhalten. Eine abwechslungsreiche und dekorative Fassadengestaltung, der fast barocke Zwerchgiebel und der dreigeschossige, achteckige, pagodenartige Eckturm mit seinem ziegelgedeckten Turmdach und einer geschwungenen welschen Glockenhaube mit Laterne prägen das Haus.
Heute (2014) wird das Haus für Wohnzwecke und als Praxis genutzt.